# 1920-ті в театрі
1920-ті роки в театрі

## Прем'єри
1920
- 20 серпня —
  - «Макбет» за п'єсою Вільяма Шекспіра (реж. Лесь Курбас, театр «Палас», м. Біла Церква) — перший показ п'єси українською мовою

1929
- 18 квітня —
  - «Мина Мазайло» за п'єсою Миколи Куліша (реж. Лесь Курбас, «Березіль», м. Харків)

## Персоналії

### Народилися

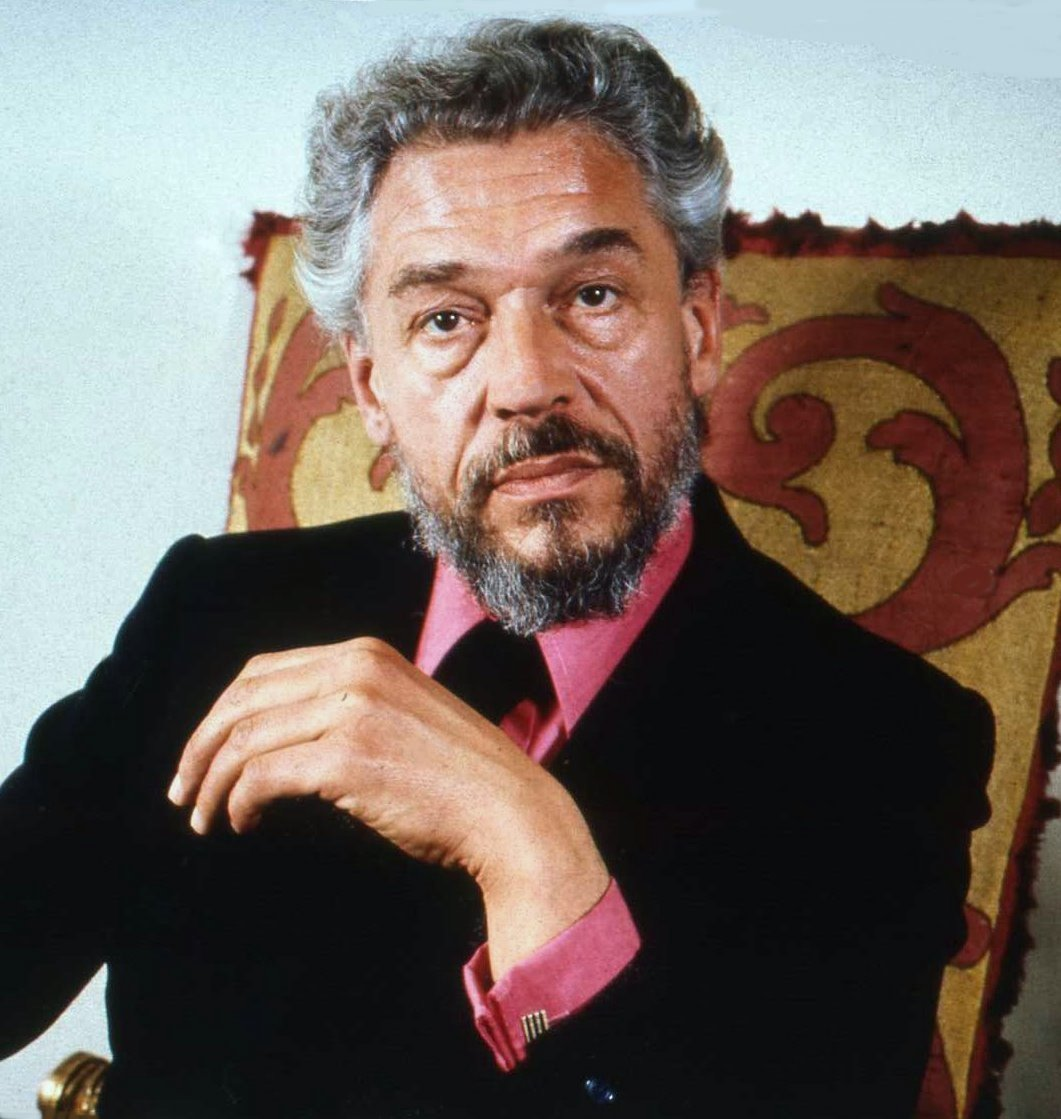
Пол Скофілд
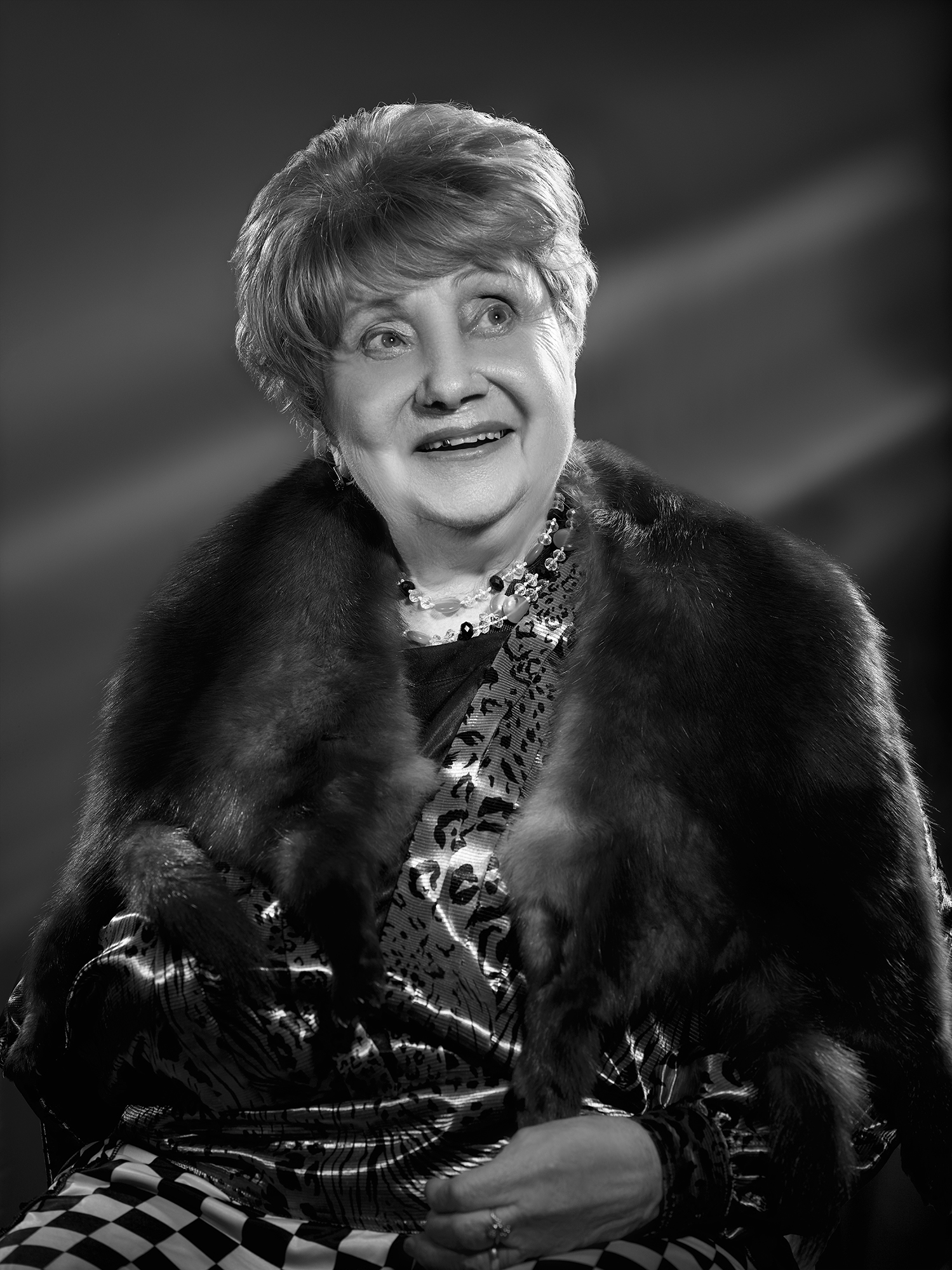
Людмила Вершиніна

1922
- 21 січня —
  -  Пол Скофілд (Західний Сассекс, Англія, Сполучене Королівство) — англійський актор, відомий блискучим виконанням ролей у п'єсах Вільяма Шекспіра.

1923
- 5 січня —
  -  Дмитро Чайковський (Семаківці, Коломийський район, Івано-Франківська область) — український театральний режисер, актор, педагог, професор

- 15 січня —
  -  Євген Весник (м. Петроград, Російська РФСР) — російський актор театру та кіно, Народний артист СРСР (1989)

1925
- 16 січня —
  -  Людмила Васильєва (м. Владивосток) — радянська акторка театру та кіно, акторка Одеського українського музично-драматичного театру (з січня 1949-го)

1927
- 21 лютого —
  -  Тетяна Ахекян (м. Київ) — радянська та українська балерина, балетмейстерка та педагогиня, Народна артистка України (1998)

1928
- 2 січня —
  -  Галина Яблонська (м. Умань) — українська акторка героїчного плану, громадська діячка. Народна артистка УРСР (1982), протягом 70 років — акторка Національного академічного драматичного театру ім. І.Франка, володарка театральної премії родини А. М. Бучми «Бронек», Президент Міжнародної Ліги «Матері і сестри — молоді України», художня керівниця Героїчного театру «Пам'ять», авторка та фундаторка міжнародного проєкту-конкурсу «Тарас Шевченко єднає народи».[1]

- 14 січня —
  -  Валентина Зимня (с. Вишнівчик, нині Чемеровецького району Хмельницької області) — українська акторка, театральна педагогиня, Народна артистка УРСР (1960), професор кафедри Київського національного університету театру, кіно і телебачення імені І. К. Карпенка-Карого

- 22 січня —
  -  Людмила Вершиніна (м. Дніпропетровськ) — українська театральна акторка, Народна акторка УРСР (1977)

- 2 серпня —
  -  Станіслав Станкевич (м. Дніпропетровськ) — український актор театру і кіно. Народний артист УРСР (1970). Лауреат Мистецької премії «Київ» імені Амвросія Бучми (в галузі театрального мистецтва)[2]

- 19 серпня —
  -  Борис Мірус (с. Синяково, нині належить до міста Чортків) — український актор. Народний артист України (1991)

1929
- 29 січня —
  -  Ірина Молостова (м. Москва) — українська і російська режисерка. Заслужена діячка мистецтв УРСР (1964). Народна артистка УРСР (1976).